# HD 63586
HD 63586，又名BD+55 1228，SAO 26543、HR 3039，是一颗恒星，视星等为6.38，位于銀經162.66，銀緯30.56，其B1900.0坐标为赤經7h 44m 37.3s，赤緯+55° 30.56′ 53″。